# Даринка Петрович-Негош
Даринка Петрович (девичья фамилия Квекич, Триест, 19 декабря 1838 — Венеция, 2 февраля 1892) — жена черногорского князя Данило Петровича.

## Биография
Даринка Квекич, дочь Марко Квекича и Елизаветы Квекич-Миркович, происходила из сербской купеческой семьи, издавна укоренившейся в Триесте. Была хорошо образована, свободно владела итальянским, русским, французским и латинским языками. Внешне не очень красивая собой, небольшого роста, с большим носом и с черными проницательными глазами. 
Существует мнение (едва ли основательное), что именно ради брака с Даринкой, Данило Петрович-Негош отказался от епископского сана — и принял 1 марта 1852 года светский княжеский титул, оборвав, т. о., теократическую линию князей-митрополитов Черногории.

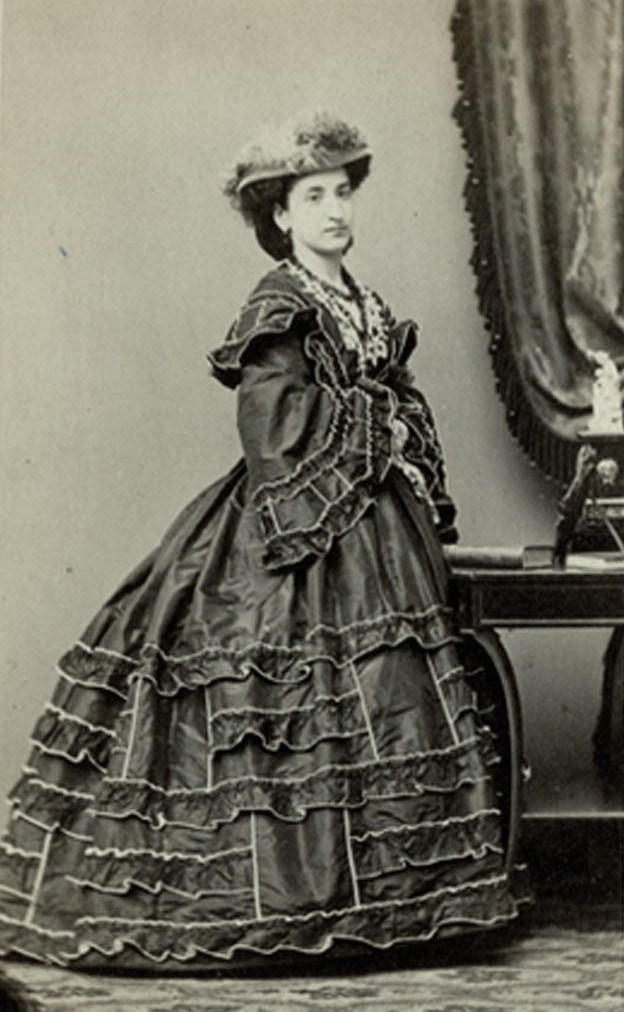
Даринка Квекич

Свадьба Данило и Даринки состоялась 12 января 1855 года в Негушах — родовом гнезде династии Петрович-Негош. Поселившись в патриархальной стране, Даринка взяла на себя организацию Цетинского княжеского двора, в соответствии с европейскими придворными обычаями. Даринка уговорила мужа отказаться от средневекового обычая выставлять на центральной площади головы убитых врагов. Она же настояла на том, чтобы князь Данило выучил русский и французский языки.
У Даринки и Данило была единственная дочь, Ольга (род. в Цетинье 19 марта 1859 г. — скончалась бездетной в Венеции 21 сентября 1896 г.). 13 августа 1860  года князь Данило был убит в городе Котор черногорским эмигрантом Тодором Кадичем из племени белопавличей. Престол унаследовал племянник Данило Петровича — Никола I.
В 1863 году Никола I начал строительство дворца для вдовствующей княгини Даринки. Через несколько лет вдовствующая княгиня покинула пределы Черногории, точная дата отъезда неизвестна. После отъезда Даринки, Никола I перепрофилировал предназначавшийся ей дворец для своей семьи. Скончалась княгиня Даринка в Венеции в 1892 году. Была похоронена в Цетинском монастыре.